# Lithophyllum shioense
Lithophyllum  shioense Foslie, 1906  é o nome botânico  de uma espécie de algas vermelhas pluricelulares do gênero Lithophyllum, família Corallinaceae.
- São algas marinhas encontradas no Japão e na Coreia.

## Sinonímia
- Não apresenta sinônimos.